# سیارک ۹۲۳۱
سیارک ۹۲۳۱ (به انگلیسی: 9231 Shimaken، نامگذاری:1997BB2)۹۲۳۱مین سیارک کشف شده‌است که در ۲۹ ژانویه ۱۹۹۷ کشف شد.